# Ali Achour
Ali Ihmayda Ashour Shaaban, né en 1960 à Khoms, est un juge et homme politique libyen, ministre de la Justice de 2011 à 2012.

## Biographie
Chancelier de la Cour centrale de Misrata, il devient après la révolution libyenne, ministre de la Justice dans le gouvernement intérimaire dirigé par Abdel Rahim Al-Kib du 24 novembre 2011 au 14 novembre 2012.

## Sources
- (en) Cet article est partiellement ou en totalité issu de l’article de Wikipédia en anglais intitulé « Ali Ashour » (voir la liste des auteurs).